# 2-氨基四氢化萘
2-氨基四氢化萘（简称2-AT），又称1,2,3,4-四氢萘-2-胺（简称THN），是一种兴奋剂药物，其化学结构由四氢化萘基团与胺结合而成。
2-AT是苯基异丁胺的刚性类似物，在大鼠辨别测试中它完全替代右旋苯丙胺，尽管效力只有八分之一。它已被证明可以抑制血清素和去甲肾上腺素的再摄取，并可能诱导它们的释放。由于在啮齿动物研究中它完全替代了右旋苯丙胺，因此它也可能作用于多巴胺。

## 衍生物
存在多种2-氨基四氢化萘衍生物，包括：
- 5-OH-DPAT
- 6-CAT
- 7-OH-DPAT
- 8-OH-DPAT
- AS-19
- MDAT
- MDMAT
- UH-232